# بایرام (بغلان)
بایرام (به لاتین: Bayram) یک منطقهٔ مسکونی در افغانستان است که در ولایت بغلان واقع شده‌است.